# Principal Financial Group
Principal Financial Group — страховая и инвестиционная компания США, специализируется на пенсионом страховании и управлении активами. Основана в 1879 году, штаб-квартира в Де-Мойне, Айова.

## История
Компания была основана в 1879 году в Айове под названием The Bankers Life Association (Ассоциация страхования жизни банкиров). С 1941 года компания начала заниматься групповым страхованием, с 1950-х годов и другими видами страхования. В 1968 году была создана дочерняя компания по управлению взаимными фондами, к 1990 году у неё было 11 фондов с активами в сумме 751 млн долларов. В 1985 году Bankers Life и её дочерние компании сформировали The Principal Financial Group. Во второй половине 1980-х годов группа продолжила развитие в направлении управления активами и пенсионного страхования.
В 2019 году за 1,2 млрд долларов был куплен бизнес по пенсионному страхованию у Wells Fargo.

## Деятельность
Основные подразделения компании:
- Retirement and Income Solutions (пенсионное страхование) — выручка в 2020 году составила 7,5 млрд;
- Principal Global Investors (глобальные инвестиции) — вложение активов инвестиционных фондов на зарубежных рынках; выручка 1,54 млрд;
- Principal International (зарубежная деятельность) — выручка 1,1 млрд;
- U.S. Insurance Solutions (страхование в США) — групповое и индивидуальное страхование; выручка 4,48 млрд.

Из выручки 14,74 млрд долларов в 2020 году страховые премии (плата за страховые полисы) составили 6,04 млрд долларов, 3,89 млрд составил инвестиционный доход, 4,51 млрд принесла плата за услуги. Страховые выплаты за 2020 год составили 8,28 млрд. Инвестиции составили 106 млрд долларов (из них три четверти в облигации). Активы под управлением — 807 млрд долларов.
Зарубежные операции включают Бразилию (Brasilprev Seguros e Previdencia, совместное предприятие с Banco do Brasil), Чили, Мексику, КНР (CCB Principal Asset Management, совместное предприятие с China Construction Bank), Гонконг, Индию, Малайзию (совместные предприятия с CIMB Group).
В списке крупнейших публичных компаний мира Forbes Global 2000 за 2021 год Principal Financial Group заняла 354-е место, в том числе 140-е по активам, 482-е по чистой прибыли, 674-е по размеру выручки и 1064-е по рыночной капитализации.
| Год                 | 2014  | 2015  | 2016  | 2017  | 2018  | 2019  | 2020  |
| ------------------- | ----- | ----- | ----- | ----- | ----- | ----- | ----- |
| Оборот              | 10,48 | 11,96 | 12,39 | 14,09 | 14,24 | 16,22 | 14,74 |
| Чистая прибыль      | 1,176 | 1,253 | 1,362 | 2,325 | 1,554 | 1,444 | 1,429 |
| Активы              | 219,1 | 218,7 | 228,0 | 253,9 | 243,0 | 276,1 | 296,6 |
| Собственный капитал | 10,23 | 9,377 | 10,29 | 12,92 | 11,46 | 14,69 | 16,62 |